# Сад будущего (парк)
Парк «Сад будущего» (бывший парк усадьбы «Леоново») — парк в Москве, расположенный на месте бывшей подмосковной усадьбы и села Леоново, принадлежавших в XVII—XVIII вв. князьям Хованским. Находится в Северо-Восточном административном округе, районе Ростокино, на северном берегу реки Яузы.

## Границы парка
Парк располагается между Окружной железной дорогой с северо-запада, 1-й Леоновской улицей и улицей Докукина с севера и востока и рекой Яузой с юга и запада. По территории парка проходит улица Вильгельма Пика, которая делит парк на две части: бо́льшую (примерно 2/3) восточную и меньшую западную. Западная часть вплотную примыкает к территории Ботанического сада имени Цицина.
Рядом со входом в парк находится южный вестибюль станции метро «Ботанический сад».

## История парка
Парк был создан как приусадебный при имении Леоново в XVIII веке П. Г. Демидовым (1738—1821). С 1869 года владельцем имения стал московский купец А. М. Капустин. Само здание усадьбы было сожжено в начале XX века и до нашего времени не сохранилось. Вот как описывает Леоновский парк известный искусствовед М. В. Алпатов (его детские впечатления относятся к 1910-м годам):
«Здесь был старинный липовый парк, который правильностью своих аллей вещал нам о далеком прошлом, величественном и чопорном по сравнению с тем, что делалось в наше время. На краю дороги высился огромный развесистый кедр, который называли кедром Демидова. Были в Леонове остатки демидовского дворца, хотя они имели вид обычной бревенчатой дачи… Леоново, где прошло наше детство, было для нас мерой красоты и гармонии».
В послереволюционные годы территория Леонова застраивалась частными жилыми домами, а от старинного парка осталась лишь липовая аллея. «Правда, живописные дачи последних владельцев имения <…> простояли здесь до 1950-х годов».

## Новая жизнь парка
От старой усадьбы остался декоративный пруд около реки, называемый Леоновским, и церковь Ризоположения. При этом судьба пруда в конце XX века оказалась чуть ли не драматичной. По свидетельству писателя и сценариста Юрия Арабова,
«пруд в начале восьмидесятых постарались засыпать, потому что решили, что от него заводятся комары. Пригнали пыльных, недовольных собою людей и начали откачивать воду в Яузу. Но что-то не сработало, вода не захотела уходить целиком, а ушла лишь наполовину. Поэтому бульдозером засыпали то, что могли засыпать, повредив ключи, которыми пруд питался».
На территории парка находятся два особо охраняемых природных объекта (ООПО): 150-летний дуб и аллея старых лип.
В 2003 парк усадьбы был переименован в Сад будущего. Своим названием он обязан Международной выставке молодёжных и научно-технических проектов «ЭКСПО-Наука — 2003». В 2004 году территория парка была благоустроена. Здесь проложили дорожки, установили информационные стенды, обустроили «Аллею новорожденных», «Аллею молодоженов» и другие. Благоустройство в большей степени коснулось восточной части парка.
В 2017 году парк был полностью обновлен. Здесь есть несколько новых детских площадок с необычными игровыми элементами — музыкальными металлофонами и барабанами. Для спортсменов обустроена воркаут-площадка с тренажерами, оснащенными QR-кодами, волейбольная площадка и площадка для игры в бадминтон, а вдоль аллей парка уложены велодорожки. Для спокойного отдыха в центральной части Сада будущего есть деревянная беседка с подвесными креслами-коконами, установили шезлонги. Здесь же находится зона коворкинга с беседками, оснащенными столами и скамейками.

Покрытие пешеходных дорожек парка обновили: их замостили плиткой, а на экотропе протяжённостью 100 метров, ведущей через овраг, уложили новый деревянный настил. В природной зоне парка высадили более шести тысяч кустарников, разбили более 160 тысяч квадратных метров газонов и около 1800 квадратных метров цветников. Кроме того, был очищен Леоновский пруд, где дополнительно установили домики для водоплавающих птиц.
- Беседки в обновленном "Саду будущего"
- Сцена
- Детская площадка